# Тольно, Эммануэль
Эммануэ́ль Тольно́ (фр. Emmanuel Tolno; род. 8 июля 2000) — гвинейский футболист, полузащитник чешского клуба «МАС Таборско».

## Карьера
Играл на родине за клуб «Секвенс». В 2019 году перешёл в клуб чешской ФНЛ «МАС Таборско». Дебютировал в ФНЛ в матче против «Виктории Жижков». В 2021 году отправился в аренду в клуб высшего дивизиона Чехии «Динамо» (Ческе-Будеёвице). Дебютировал в Фортуна-Лиге в матче с клубом «Сигма Оломоуц», отличившись забитым мячом.